# Lukáš Červ
Lukáš Červ (Praga, 10 aprile 2001) è un calciatore ceco, centrocampista del Viktoria Plzeň e della nazionale ceca.

## Biografia
Ha due cugini, Martin e David Douděra, anch'essi calciatori professionisti.

## Carriera

### Club
Cresciuto nel settore giovanile dello Slavia Praga, esordisce in prima squadra il 5 luglio 2020, disputando l'incontro di 1. liga vinto per 1-3 contro lo Slovan Liberec. Dopo due prestiti, al Vysočina Jihlava e al Pardubice, nel luglio 2022 si trasferisce allo Slovan Liberec per circa 160 mila € più il diritto di recompra a favore dello Slavia.
Il 5 gennaio 2024 lo Slavia Praga esercita il diritto di recompra, salvo poi cederlo lo stesso giorno, a titolo definitivo, al Viktoria Plzeň.

### Nazionale
Dopo avere rappresentato le nazionali giovanili ceche, il 28 maggio 2024 viene convocato per la prima volta in nazionale maggiore venendo inserito nella lista dei convocati per Euro 2024. Il 7 giugno seguente esordisce con la massima selezione ceca nell'amichevole vinta 7-1 contro Malta.
Il 14 ottobre 2024 realizza la sua prima rete per la Rep. Ceca nel pareggio esterno in Nations League contro l'Ucraina (1-1).

## Statistiche

### Presenze e reti nei club
Statistiche aggiornate al 6 gennaio 2024.
| Stagione              | Squadra               | Campionato            | Campionato | Campionato | Coppe nazionali | Coppe nazionali | Coppe nazionali | Coppe continentali | Coppe continentali | Coppe continentali | Altre coppe | Altre coppe | Altre coppe | Totale | Totale |
| Stagione              | Squadra               | Comp                  | Pres       | Reti       | Comp            | Pres            | Reti            | Comp               | Pres               | Reti               | Comp        | Pres        | Reti        | Pres   | Reti   |
| --------------------- | --------------------- | --------------------- | ---------- | ---------- | --------------- | --------------- | --------------- | ------------------ | ------------------ | ------------------ | ----------- | ----------- | ----------- | ------ | ------ |
| 2019-2020             | Slavia Praga          | 1L                    | 1          | 0          | CRC             | 0               | 0               | UCL                | 0                  | 0                  | -           | -           | -           | 1      | 0      |
| 2020-2021             | Vysočina Jihlava      | FNL                   | 24         | 7          | CRC             | 3               | 1               | -                  | -                  | -                  | -           | -           | -           | 27     | 8      |
| 2021-2022             | Pardubice             | 1L                    | 22         | 2          | CRC             | 2               | 0               | -                  | -                  | -                  | -           | -           | -           | 24     | 2      |
| 2022-2023             | Slovan Liberec        | 1L                    | 32         | 4          | CRC             | 3               | 0               | -                  | -                  | -                  | -           | -           | -           | 35     | 4      |
| 2023-gen. 2024        | Slovan Liberec        | 1L                    | 17         | 3          | CRC             | 2               | 0               | -                  | -                  | -                  | -           | -           | -           | 19     | 3      |
| Totale Slovan Liberec | Totale Slovan Liberec | Totale Slovan Liberec | 49         | 7          |                 | 5               | 0               |                    | -                  | -                  |             | -           | -           | 54     | 7      |
| gen.-giu. 2024        | Viktoria Plzeň        | 1L                    | 16         | 0          | CRC             | 3               | 1               | UECL               | 4                  | 0                  | -           | -           | -           | 23     | 1      |
| 2024-2025             | Viktoria Plzeň        | 1L                    | 21         | 2          | CRC             | 0               | 0               | UEL                | 14                 | 2                  | -           | -           | -           | 35     | 4      |
| Totale Viktoria Plzen | Totale Viktoria Plzen | Totale Viktoria Plzen | 37         | 2          |                 | 3               | 1               |                    | 18                 | 2                  |             | -           | -           | 58     | 5      |
| Totale carriera       | Totale carriera       | Totale carriera       | 133        | 18         |                 | 13              | 2               |                    | 18                 | 2                  |             | -           | -           | 174    | 22     |

## Palmarès

### Club

#### Competizioni nazionali
- Campionato ceco: 1

Slavia Praga: 2019-2020